# Pol Molins Calderón
Pol Molins Calderón (El Masnou, 4 de febrer de 1999) és un jugador de bàsquet català. Amb 1,91 d'alçada, el seu lloc natural a la pista és el de base.

## Carrera esportiva
Pol és un jugador format a les categories inferiors del Club Joventut de Badalona, club al que es va unir a la temporada 2004-05 dins la categoria d'iniciació. En la temporada 2015-16, i com a jugador de l'equip júnior del club, va debutar a la lliga LEB Or de la mà del CB Prat, filial dels verd-i-negres. En la temporada 2017-18 va debutar amb la Penya a la FIBA Champions League.
La temporada 2018-19 va ser cedit a l'Ourense de la lliga LEB Or, però es va lesionar del genoll en la primera jornada i es va perdre tota la temporada. Durant l'estiu de 2019 es va anunciar que la temporada 2019-20 serà un dels vinculats de la Penya al CB Prat.

### Selecció espanyola
Amb la selecció espanyola va participar l'any 2017 tant en l'europeu sub18 disputat a Eslovàquia, amb qui va aconseguir la medalla de plata, com en el Mundial sub 19 del Caire (Egipte).